# Marina Surowcewa
Marina Igoriewna Surowcewa (ros. Марина Игоревна Суровцева; ur. 17 czerwca 2000) – rosyjska zapaśniczka walcząca w stylu wolnym. Zajęła dziewiąte miejsce na mistrzostwach świata w 2021 roku. 
Druga na ME U-23 w 2021. Trzecia na ME juniorów w 2019.
Mistrzyni Rosji w 2020 i 2023; trzecia w 2022 roku.